# Rally di Monte Carlo 2020

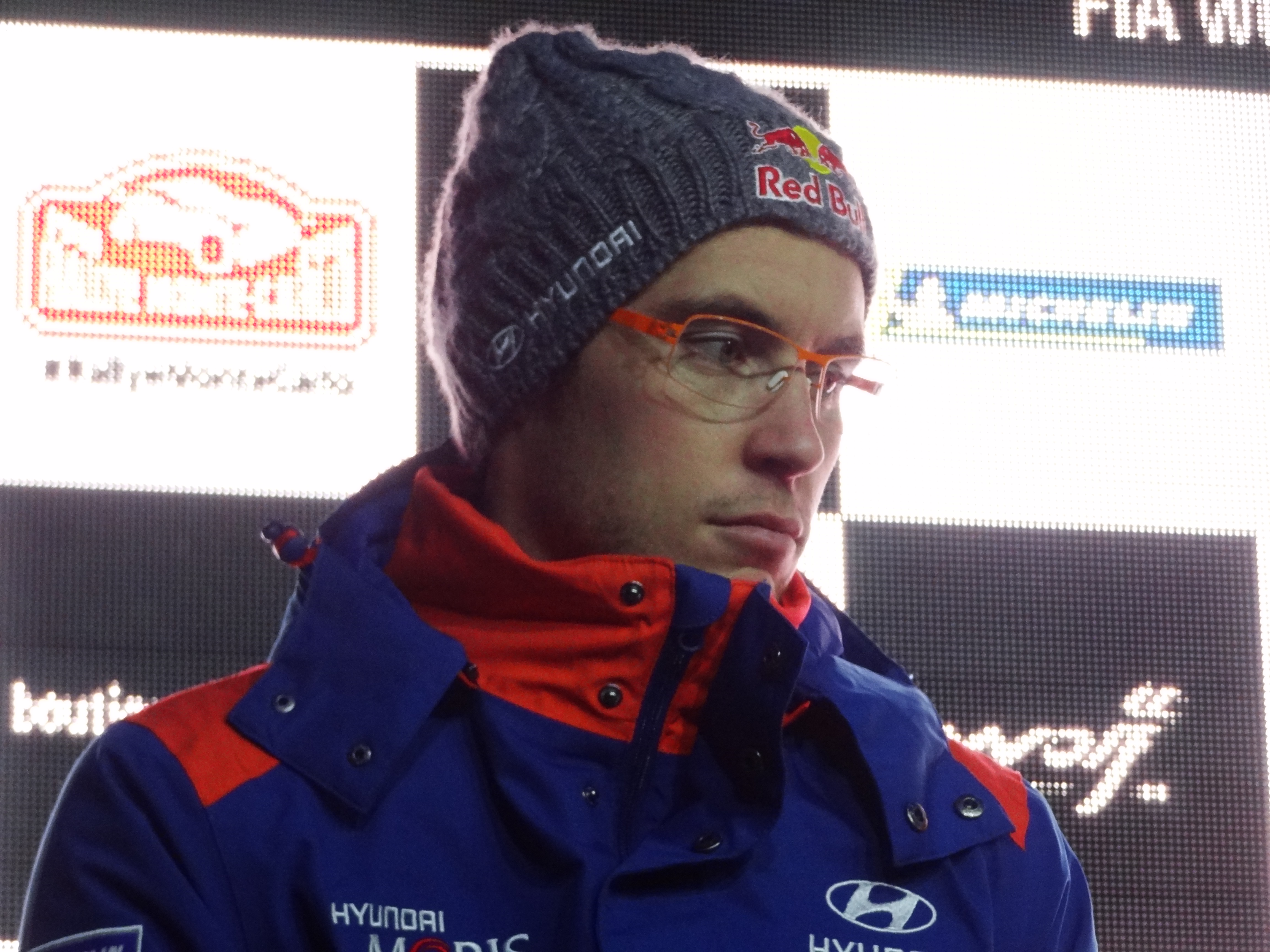
Thierry Neuville vincitore del Rally di Monte Carlo 2020

Il Rally di Monte Carlo 2020, ufficialmente denominato 88ème Rallye Automobile de Monte-Carlo, è stata la prima prova del campionato del mondo rally 2020 nonché l'ottantottesima edizione del Rally di Monte Carlo e la quarantaduesima con valenza mondiale. La manifestazione si è svolta dal 23 al 26 gennaio sugli asfalti ghiacciati delle Alpi francesi a nord del Principato di Monaco, con base a Gap nelle prime due giornate mentre per la terza frazione il parco assistenza venne trasferito a Monte Carlo.
L'evento è stato vinto dal belga Thierry Neuville, navigato dal connazionale Nicolas Gilsoul, al volante di una Hyundai i20 Coupe WRC della squadra Hyundai Shell Mobis WRT, davanti alla coppia francese formata da Sébastien Ogier e Julien Ingrassia, su Toyota Yaris WRC del team Toyota Gazoo Racing WRT, e a quella britannica composta da Elfyn Evans e Scott Martin, anch'essi su una Toyota Yaris WRC ufficiale.
I norvegesi Mads Østberg e Torstein Eriksen, su Citroën C3 R5 della squadra PH Sport, hanno invece conquistato il successo nel campionato WRC-2, mentre i francesi Eric Camilli e François-Xavier Buresi hanno vinto nella serie WRC-3, anch'essi alla guida di una Citroën C3 R5.

## Risultati

### Classifica
| Pos.     | Nº       | Pilota              | Co-pilota                | Auto                  | Squadra                 | Classe      | Tempo     | Distacco   | Punti    |
| Generale | Generale | Generale            | Generale                 | Generale              | Generale                | Generale    | Generale  | Generale   | Generale |
| -------- | -------- | ------------------- | ------------------------ | --------------------- | ----------------------- | ----------- | --------- | ---------- | -------- |
| 1.       | 11       | Thierry Neuville    | Nicolas Gilsoul          | Hyundai i20 Coupe WRC | Hyundai Shell Mobis WRT | WRC         | 3h10'57"6 |            | 30       |
| 2.       | 17       | Sébastien Ogier     | Julien Ingrassia         | Toyota Yaris WRC      | Toyota Gazoo Racing WRT | WRC         | 3h11'10"2 | +12"6      | 22       |
| 3.       | 33       | Elfyn Evans         | Scott Martin             | Toyota Yaris WRC      | Toyota Gazoo Racing WRT | WRC         | 3h11'11"9 | +14"3      | 17       |
| 4.       | 4        | Esapekka Lappi      | Janne Ferm               | Ford Fiesta WRC       | M-Sport Ford WRT        | WRC         | 3h14'06"6 | +3'09"0    | 13       |
| 5.       | 69       | Kalle Rovanperä     | Jonne Halttunen          | Toyota Yaris WRC      | Toyota Gazoo Racing WRT | WRC         | 3h15'14"8 | +4'17"2    | 10       |
| 6.       | 9        | Sébastien Loeb      | Daniel Elena             | Hyundai i20 Coupe WRC | Hyundai Shell Mobis WRT | WRC         | 3h16'02"3 | +5'04"7    | 8        |
| 7.       | 18       | Takamoto Katsuta    | Daniel Barritt           | Toyota Yaris WRC      | Toyota Gazoo Racing WRT | WRC         | 3h22'25"5 | +11'27"9   | 6        |
| 8.       | 3        | Teemu Suninen       | Jarmo Lehtinen           | Ford Fiesta WRC       | M-Sport Ford WRT        | WRC         | 3h24'28"0 | +13'30"4   | 7        |
| 9.       | 27       | Eric Camilli        | François-Xavier Buresi   | Citroën C3 R5         | -                       | RC2 / WRC-3 | 3h24'39"8 | +13'42"2   | 4        |
| 10.      | 20       | Mads Østberg        | Torstein Eriksen         | Citroën C3 R5         | PH Sport                | RC2 / WRC-2 | 3h25'19"4 | +14'21"8   | 1        |
| WRC-2    |          |                     |                          |                       |                         |             |           |            |          |
| 1. (10.) | 20       | Mads Østberg        | Torstein Eriksen         | Citroën C3 R5         | PH Sport                | RC2 / WRC-2 | 3h25'19"4 |            | 25       |
| 2. (15.) | 23       | Adrien Fourmaux     | Renaud Jamoul            | Ford Fiesta R5 Mk2    | M-Sport Ford WRT        | RC2 / WRC-2 | 3h28'50"8 | +3'31"4    | 18       |
| 3. (16.) | 21       | Nikolaj Grjazin     | Jaroslav Fëdorov         | Hyundai i20 R5        | Hyundai Motorsport N    | RC2 / WRC-2 | 3h31'05"0 | +5'45"6    | 15       |
| 4. (19.) | 24       | Rhys Yates          | James Morgan             | Ford Fiesta R5 Mk2    | M-Sport Ford WRT        | RC2 / WRC-2 | 3h38'22"4 | +13'03"0   | 12       |
| WRC-3    |          |                     |                          |                       |                         |             |           |            |          |
| 1. (9.)  | 27       | Eric Camilli        | François-Xavier Buresi   | Citroën C3 R5         | -                       | RC2 / WRC-3 | 3h24'39"8 |            | 25       |
| 2. (11.) | 28       | Nicolas Ciamin      | Yannick Roche            | Citroën C3 R5         | -                       | RC2 / WRC-3 | 3h26'01"6 | +1'21"8    | 18       |
| 3. (12.) | 23       | Yoann Bonato        | Benjamin Boulloud        | Citroën C3 R5         | -                       | RC2 / WRC-3 | 3h26'43"6 | +2'03"8    | 15       |
| 4. (13.) | 31       | Yohan Rossel        | Benoît Fulcrand          | Citroën C3 R5         | PH Sport                | RC2 / WRC-3 | 3h27'17"8 | +2'38"0    | 12       |
| 5. (14.) | 30       | Grégoire Munster    | Louis Louka              | Škoda Fabia R5        | -                       | RC2 / WRC-3 | 3h27'59"6 | +3'19"8    | 10       |
| 6. (38.) | 37       | Enrico Brazzoli     | Maurizio Barone          | Škoda Fabia R5        | -                       | RC2 / WRC-3 | 4h08'19"5 | +43'39"7   | 8        |
| 7. (52.) | 36       | Miguel Díaz-Aboitiz | Diego Sanjuan de Eusebio | Škoda Fabia R5        | -                       | RC2 / WRC-3 | 4h16'20"0 | +51'40"2   | 6        |
| 8. (67.) | 34       | Umberto Scandola    | Guido D'Amore            | Hyundai i20 R5        | -                       | RC2 / WRC-3 | 4h48'19"9 | +1h23'40"1 | 4        |
| 9. (71.) | 25       | Paulo Nobre         | Gabriel Morales          | Škoda Fabia R5        | -                       | RC2 / WRC-3 | 4h54'40"7 | +1h30'09"8 | 2        |

| Principali ritiri | Principali ritiri | Principali ritiri   | Principali ritiri | Principali ritiri     | Principali ritiri       | Principali ritiri | Principali ritiri | Principali ritiri |
| PS                | Nº                | Pilota              | Copilota          | Auto                  | Squadra                 | Classe            | Causa             | Pos.              |
| ----------------- | ----------------- | ------------------- | ----------------- | --------------------- | ----------------------- | ----------------- | ----------------- | ----------------- |
| PS 4              | 8                 | Ott Tänak           | Martin Järveoja   | Hyundai i20 Coupe WRC | Hyundai Shell Mobis WRT | WRC               | Incidente         | 4º                |
| PS 6              | 32                | Stéphane Sarrazin   | Kévin Parent      | Hyundai i20 R5        | -                       | RC2 / WRC-3       | Incidente         | 13º               |
| PS 14             | 22                | Ole Christian Veiby | Jonas Andersson   | Hyundai i20 R5        | Hyundai Motorsport N    | RC2 / WRC-2       | Incidente         | 12º               |

Legenda
| Icona | Note                                                                                 |
| ----- | ------------------------------------------------------------------------------------ |
| WRC   | Equipaggio di classe WRC che può conquistare punti per il campionato costruttori     |
| WRC   | Equipaggio di classe WRC che non può conquistare punti per il campionato costruttori |
| WRC-2 | Equipaggio registrato al campionato WRC-2                                            |
| WRC-3 | Equipaggio registrato al campionato WRC-3                                            |
| JWRC  | Equipaggio registrato al campionato Junior WRC                                       |
|       | Ulteriori classificazioni                                                            |

### Prove speciali
| Frazione            | Prova | Ora   | Nome                                        | Lunghezza | Vincitori                                                           | Tempo   | Leader del rally                                            |
| ------------------- | ----- | ----- | ------------------------------------------- | --------- | ------------------------------------------------------------------- | ------- | ----------------------------------------------------------- |
| Frazione 1 (23 Gen) | PS1   | 20:38 | Malijai - Puimichel                         | 17,47 km  | Sébastien Ogier Julien Ingrassia                                    | 9'53"4  | Sébastien Ogier Julien Ingrassia                            |
| Frazione 1 (23 Gen) | PS2   | 22:26 | Bayons - Bréziers                           | 25,49 km  | Thierry Neuville Nicolas Gilsoul                                    | 16'23"7 | Thierry Neuville Nicolas Gilsoul                            |
|                     |       |       |                                             |           |                                                                     |         | Thierry Neuville Nicolas Gilsoul                            |
| Frazione 2 (24 Gen) | PS3   | 08:36 | Curbans - Venterol 1                        | 20,02 km  | Elfyn Evans Scott Martin                                            | 13'22"0 | Thierry Neuville Nicolas Gilsoul                            |
| Frazione 2 (24 Gen) | PS4   | 09:56 | St-Clément-sur-Durance - Freissinières 1    | 20,68 km  | Elfyn Evans Scott Martin                                            | 11'43"3 | Elfyn Evans Scott Martin                                    |
| Frazione 2 (24 Gen) | PS5   | 11:21 | Avançon - Notre-Dame-du-Laus 1              | 20,59 km  | Elfyn Evans Scott Martin                                            | 13'00"7 | Elfyn Evans Scott Martin                                    |
| Frazione 2 (24 Gen) | PS6   | 13:54 | Curbans - Venterol 2                        | 20,02 km  | Sébastien Ogier Julien Ingrassia                                    | 13'20"8 | Elfyn Evans Scott Martin                                    |
| Frazione 2 (24 Gen) | PS7   | 15:14 | St-Clément-sur-Durance - Freissinières 2    | 20,68 km  | Sébastien Ogier Julien Ingrassia                                    | 11'52"0 | Elfyn Evans Scott Martin                                    |
| Frazione 2 (24 Gen) | PS8   | 16:39 | Avançon - Notre-Dame-du-Laus 2              | 20,59 km  | Thierry Neuville Nicolas Gilsoul                                    | 13'13"1 | Sébastien Ogier Julien Ingrassia                            |
|                     |       |       |                                             |           |                                                                     |         | Sébastien Ogier Julien Ingrassia                            |
| Frazione 3 (25 Gen) | PS9   | 09:38 | St-Léger-les-Mélèzes - La Bâtie-Neuve 1     | 16,87 km  | Thierry Neuville Nicolas Gilsoul                                    | 10'28"8 | Sébastien Ogier Julien Ingrassia                            |
| Frazione 3 (25 Gen) | PS10  | 10:56 | La Bréole - Selonnet 1                      | 20,73 km  | Elfyn Evans Scott Martin                                            | 12'34"4 | Elfyn Evans Scott Martin                                    |
| Frazione 3 (25 Gen) | PS11  | 14:08 | St-Léger-les-Mélèzes - La Bâtie-Neuve 2     | 16,87 km  | Thierry Neuville Nicolas Gilsoul                                    | 9'34"6  | Elfyn Evans Scott Martin e Sébastien Ogier Julien Ingrassia |
| Frazione 3 (25 Gen) | PS12  | 15:26 | La Bréole - Selonnet 2                      | 20,73 km  | Elfyn Evans Scott Martin                                            | 12'12"0 | Elfyn Evans Scott Martin                                    |
|                     |       |       |                                             |           |                                                                     |         | Elfyn Evans Scott Martin                                    |
| Frazione 4 (26 Gen) | PS13  | 08:17 | La Bollène-Vésubie - Peïra-Cava 1           | 18,41 km  | Thierry Neuville Nicolas Gilsoul                                    | 11'24"1 | Elfyn Evans Scott Martin                                    |
| Frazione 4 (26 Gen) | PS14  | 09:08 | La Cabanette - Col de Braus 1               | 13,36 km  | Thierry Neuville Nicolas Gilsoul                                    | 9'47"9  | Thierry Neuville Nicolas Gilsoul                            |
| Frazione 4 (26 Gen) | PS15  | 10:55 | La Bollène-Vésubie - Peïra-Cava 2           | 18,41 km  | Thierry Neuville Nicolas Gilsoul                                    | 11'25"1 | Thierry Neuville Nicolas Gilsoul                            |
| Frazione 4 (26 Gen) | PS16  | 12:18 | La Cabanette - Col de Braus 2 (power stage) | 13,36 km  | Thierry Neuville Nicolas Gilsoul e Sébastien Ogier Julien Ingrassia | 9'39"0  | Thierry Neuville Nicolas Gilsoul                            |

### Power stage
PS16: La Cabanette - Col de Braus 2 di 13,36 km, disputatasi domenica 26 gennaio 2020 alle ore 12:18 (UTC+1).
| Pos. | No. | Pilota           | Co-pilota        | Auto                  | Classe | Tempo  | Distacco | Punti |
| ---- | --- | ---------------- | ---------------- | --------------------- | ------ | ------ | -------- | ----- |
| 1    | 11  | Thierry Neuville | Nicolas Gilsoul  | Hyundai i20 Coupe WRC | WRC    | 9'39"0 |          | 5     |
| 2    | 17  | Sébastien Ogier  | Julien Ingrassia | Toyota Yaris WRC      | WRC    | 9'39"0 | +0"0     | 4     |
| 3    | 3   | Teemu Suninen    | Marko Salminen   | Ford Fiesta WRC       | WRC    | 9'41"1 | +2"1     | 3     |
| 4    | 33  | Elfyn Evans      | Scott Martin     | Toyota Yaris WRC      | WRC    | 9'42"2 | +3"2     | 2     |
| 5    | 4   | Esapekka Lappi   | Janne Ferm       | Ford Fiesta WRC       | WRC    | 9'45"2 | +6"2     | 1     |

## Classifiche mondiali
Classifica piloti
| Pos. | Pilota           | Punti |
| ---- | ---------------- | ----- |
| 1    | Thierry Neuville | 30    |
| 2    | Sébastien Ogier  | 22    |
| 3    | Elfyn Evans      | 17    |
| 4    | Esapekka Lappi   | 13    |
| 5    | Kalle Rovanperä  | 10    |
| 6    | Sébastien Loeb   | 8     |
| 7    | Teemu Suninen    | 7     |
| 8    | Takamoto Katsuta | 6     |
| 9    | Eric Camilli     | 2     |
| 10   | Mads Østberg     | 1     |

Classifica copiloti
| Pos. | Copilota               | Punti |
| ---- | ---------------------- | ----- |
| 1    | Nicolas Gilsoul        | 30    |
| 2    | Julien Ingrassia       | 22    |
| 3    | Scott Martin           | 17    |
| 4    | Janne Ferm             | 13    |
| 5    | Jonne Halttunen        | 10    |
| 6    | Daniel Elena           | 8     |
| 7    | Jarmo Lehtinen         | 7     |
| 8    | Daniel Barritt         | 6     |
| 9    | François-Xavier Buresi | 2     |
| 10   | Torstein Eriksen       | 1     |

Classifica costruttori WRC
| Pos. | Squadra                 | Punti |
| ---- | ----------------------- | ----- |
| 1    | Hyundai Shell Mobis WRT | 35    |
| 2    | Toyota Gazoo Racing WRT | 33    |
| 3    | M-Sport Ford WRT        | 20    |